# ExpressJet Airlines
ExpressJet Airlines war eine US-amerikanische Regionalfluggesellschaft mit Sitz in College Park (Georgia). Sie betrieb ihre Flotte bis 2020 hauptsächlich im Namen und Auftrag anderer großer Fluggesellschaften.

## Geschichte
ExpressJet wurde 1986 gegründet und nahm 1987 den Flugbetrieb auf. Der Ursprung waren einige kleine Zubringergesellschaften, wie Bar Harbor Airlines, Provinceton-Boston Airlines, Rocky Mountain Air, Britt Air, Houston's Royale Airways, Denver's Pioneer und Honolulu Mid Pacific Air, die nach und nach durch Continental Airlines aufgekauft wurden und unter dem Namen Continental Express als Zubringer zu den Drehkreuzen von Continental flogen. ExpressJet flog ursprünglich unter der Lizenz von Britt Airways.
Im April 2002 ging ExpressJet unter dem Namen ExpressJet Holdings, Inc. an die Börse und wurde ein selbständiges Unternehmen. Die Holding ist besitzt auch die Unternehmen American Composites LLC, Saltillo Jet Center und InTech Aerospace Service. Als ExpressJet Services, LLC wurden Wartungs-, Reparatur- und Überholungsleistungen für verschiedene Flugzeugtypen angeboten.
Als im Dezember 2005 Continental seine Continental Express-Dienste stark reduzieren wollte, entschloss sich die Fluggesellschaft, unter Eigenregie zu fliegen. Am 31. Dezember 2006 begann ExpressJet mit sechs Maschinen Charter zu fliegen. Im April 2007 wurde das Angebot auf 24 Städte an der Westküste, im Südwesten und mittleren Westen der USA erweitert.
Im Juli 2008 gab ExpressJet die Einstellung aller Fluglinien in Eigenregie zum 2. September 2008 bekannt. Das Abkommen mit Delta Airlines wurde ebenfalls gekündigt. Die hierfür eingesetzten Flugzeuge wurden an den Leasinggeber zurückgegeben. Künftig würde man nur noch für Continental Airlines als Continental Express mit einer Flotte von 205 Flugzeugen fliegen und 150 Ziele ansteuern. Für Charterflüge hielt ExpressJet Corporate Charter 30 Maschinen bereit.
Am 1. Oktober 2010 fusionierten die UAL Corporation und Continental Airlines zur United Continental Holdings. Durch die Fusion wurde auch der Regionalpartner der Continental Airlines, Continental Connection, Partner von United Express. Damit war ExpressJet nun Partner von United Express.
Im November 2010 übernahm Atlantic Southeast Airlines alle Anteile des Unternehmens. Zum 1. Januar 2012 fusionierten die beiden Unternehmen unter dem Dach der ExpressJet, die dadurch eine Tochter der SkyWest, Inc. wurde.
Im August 2017 beendete Delta Air Lines ihre Zusammenarbeit mit der Gesellschaft. Gleichzeitig wurden 31 Bombardier CRJ900, die von Delta Airlines finanziert und durch ExpressJet Airlines betrieben worden waren, an Endeavor Air überstellt.
Am 24. August 2020 wurde bekanntgegeben, dass ExpressJet alle Aktivitäten am 30. September 2020 einstellen werde, da sich United Airlines für CommutAir als ihren einzigen Embraer ERJ-145-Betreiber entschieden hatte.
Mit dem Flug 4001 am 30. September 2020 von Memphis nach Houston und der Landung um 13.30 Uhr beendete die Gesellschaft vorerst ihren Betrieb.
Im nächsten Jahr wurde der Betrieb wieder aufgenommen, der erste kommerzielle Flug fand am 24. Oktober 2021 statt. Die Flüge wurden größtenteils unter der Marke aha! angeboten. Im nächsten Jahr verkaufte United Airlines die verbliebenen Anteile an dem Unternehmen. Am 22. August 2022 stellte ExpressJet den Betrieb erneut ein und beantragte Insolvenz nach Chapter 11.

## Flugziele
ExpressJet setzte ihre Flugzeuge auf Regional- und Zubringerflügen unter den Dachmarken United Express für United Airlines sowie American Eagle für American Airlines ein und verband dabei zahlreiche Ziele innerhalb Nordamerikas.
Zwischen 2021 und 2022 wurden vor allem Flüge ab Reno angeboten.

## Flotte

### Flotte bei Betriebseinstellung

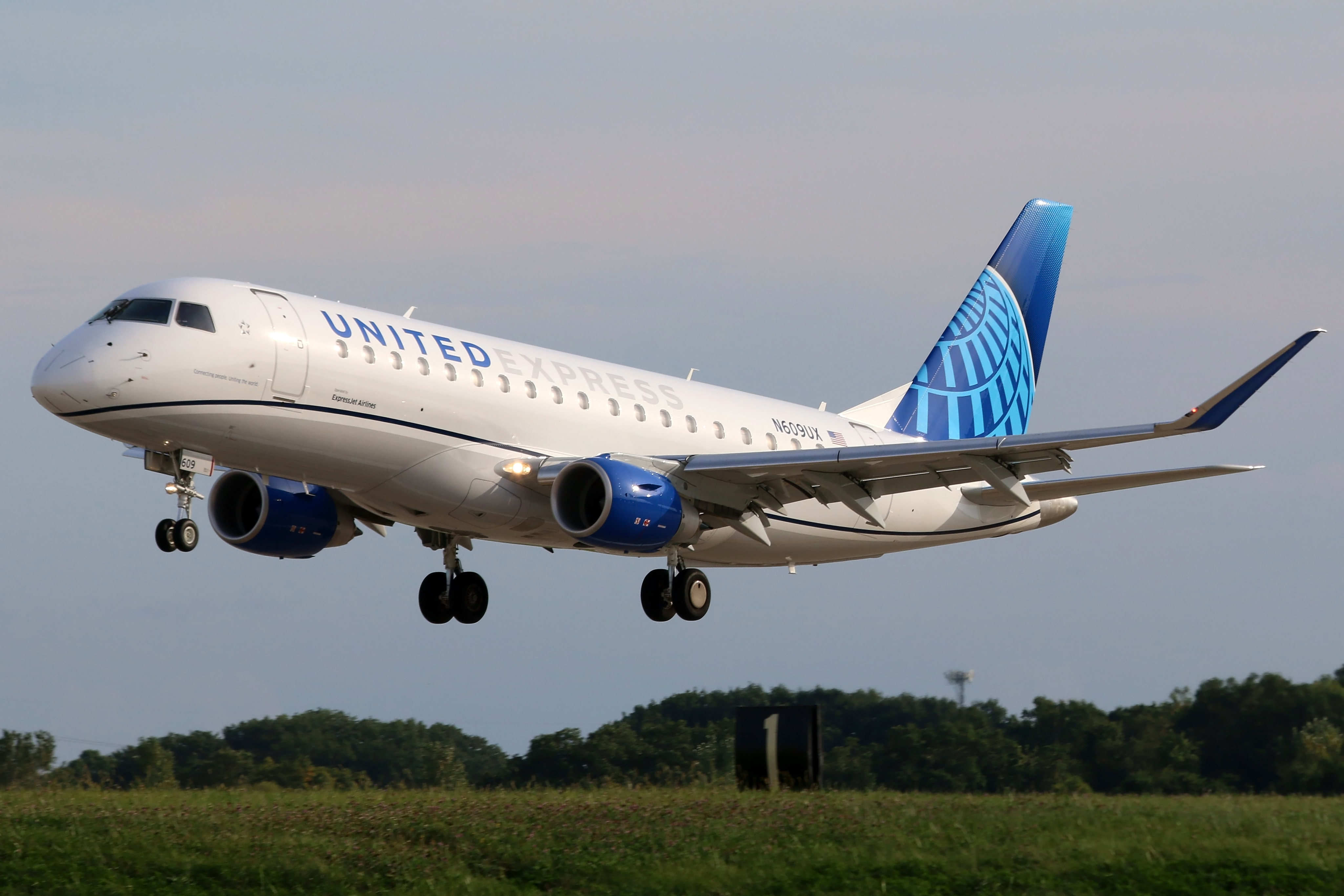
Embraer 175 der ExpressJet Airlines, betrieben für United Express

Mit Stand August 2022 bestand die Flotte der ExpressJet Airlines aus vier Flugzeugen mit einem Durchschnittsalter von 18,2 Jahren:
| Flugzeugtyp   | Anzahl | Bestellungen | Anmerkungen             | Sitzplätze | Durchschnittsalter (August 2022) |
| ------------- | ------ | ------------ | ----------------------- | ---------- | -------------------------------- |
| Embraer 145LR | 4      |              | drei betrieben für aha! | 50         | 18,1 Jahre                       |
| Gesamt        | 4      | -            |                         |            | 18,1 Jahre                       |

### Zuvor eingesetzte Flugzeuge
In der Vergangenheit wurden folgende Typen eingesetzt:
- ATR-42-320
- Bombardier CRJ-100
- Bombardier CRJ-200
- Bombardier CRJ-700
- Bombardier CRJ-900
- Embraer ERJ-135
- Embraer 175